# Milícias de Tropas Territoriais
As Milícias de Tropas Territoriais (em castelhano:  Milicias de Tropas Territoriales, MTT), são uma milícia nacional popular cubana formada por voluntários que foi estabelecida em 1º de maio de 1980 (Dia do Trabalhador) e posta sob o comando do Ministério das Forças Armadas Revolucionárias de Cuba (MINFAR), sua criação marcou o início da adopção oficial em Cuba da doutrina militar da Guerra popular, que se mantém vigente desde então. Do mesmo modo que a Milícia Nacional Revolucionária (MNR) de princípios da década de 1960, a formação do MTT reforçou a noção da vontade popular de defender a Revolução cubana. A milícia é uma força de tempo parcial que é armada com armas ligeiras.
De longe, a maior força paramilitar, a MTT está organizada em cerca de 200 regimentos compreendendo aproximadamente 1.000 batalhões, com o valor nominal de 1 milhão de reservistas. Principalmente uma força de infantaria, a MTT inclui unidades montadas e alguns elementos de artilharia e antiaéreos.

## Dotação
A maioria dos membros do MTT são mulheres, idosos ou cidadãos aposentados. Os adolescentes masculinos que são demasiado jovens ou que ainda não foram chamados para realizar o serviço militar também são elegíveis para se unir ao MTT, tal como os homens que não estão obrigados a servir como reservistas.
O MTT expandiu-se de 500.000 membros em 1982 a 1,2 milhões em meados de 1984. O tamanho da força manteve-se ao redor de 1 milhão, apesar da crise económica.
A missão do MTT durante uma crise seria lutar junto com os militares das forças armadas regulares e proporcionar substituições para a mesma; para ajudar a proteger as infra-estruturas estratégicas como pontes, estradas e vias férreas; e levar a cabo qualquer outra medida que pudesse ser necessária para imobilizar, desgastar ou, em última instância, destruir o inimigo "imperialista"; seguindo o exemplo da derrota da Brigada de Assalto 2506 na invasão da Baía dos Porcos.
A princípios da década de 1980, os membros do MTT estavam muito envolvidos na construção de túneis em toda a nação, que seriam utilizados como refúgios contra explosões, por parte da população, em caso de um ataque militar inimigo. 
Como resultado das contínuas dificuldades económicas de Cuba durante a década de 1990, se reduziu o tempo que os membros do MTT têm dedicado a se capacitar e se preparar para suas diversas actividades relacionadas com a defesa nacional. 
A redução inclui uma diminuição no tempo que os membros do MTT têm dedicado a realizar exercícios militares e manobras conjuntas com as tropas regulares das Forças Armadas Revolucionárias de Cuba (FAR).

## Financiamento
O MTT sustenta-se através do orçamento de defesa do MINFAR, bem como através de doações "voluntárias" dos cidadãos. A maior parte destas doações provêm de contribuições trabalhistas, as quais se pagam através de deduções semanais dos salários dos trabalhadores. Segundo o MINFAR, entre 1981 e 1995, as despesas incorridas pela formação do MTT atingiram uma média de aproximadamente 35 milhões de pesos cubanos por ano. Durante este mesmo período, contribuições populares à milícia popular tiveram a média de cerca de 30 milhões de pesos anuais. Um pouco mais da metade das despesas de capacitação destinaram-se a compra de utensílios de estudo e outros materiais de capacitação; pouco mais de um terço dedicou-se a compra-a de armas de fogo, equipamentos de comunicações, uniformes e substituições. Outras organizações também estabelecem objectivos de financiamento anuais com respeito a suas próprias contribuições ao MTT, entre tais organizações se encontravam os Comités de Defesa da Revolução (CDR), a Federação de Mulheres Cubanas (FMC), a Associação Nacional de Agricultores Pequenos (ANAP), e inclusive a Organização de Pioneiros José Martí (OPJM). 
De acordo com as reformas para a atribuição de fundos do MTT realizadas no sistema em 1995, os fundos arrecadados para o MTT já não se enviavam a uma conta do governo central, ao contrário, permanecem dentro de cada município cubano para apoiar as actividades locais do MTT. Apesar das dificuldades económicas do país, a quantidade de fundos arrecadados através das contribuições populares ao MTT seguiu aumentando após o início do período especial a princípios da década de 1990. A partir de 1995, o MINFAR estava a pagar só o 14% por cento das despesas totais do MTT.